# Gentianella
Genre
Classification APG IV (2016)
Gentianella est un genre de plantes à fleurs proche du genre Gentiana (les gentianes), dont il a été séparé en 1912 par Börner. Il appartient comme lui à la famille des Gentianacées.

## Quelques espèces
- Gentianella albo-rosea - "Hercampuri"
- Gentianella amarella (L.) Börner - Gentiane amère
- Gentianella aspera (Hegetschw. & Heer) Dostál ex Skalický - Gentiane rude
- Gentianella aurea (L.) H. Sm. - Gentiane dorée
- Gentianella auriculata (Pallas) J. Gillett
- Gentianella campestris (L.) Börner 1912 - Gentiane des champs
- Gentianella germanica (Willd.) Börner 1912 - Gentiane d'Allemagne
- Gentianella microcalyx (J.G. Lemmon) J.Gillett
- Gentianella propinqua (Richards.) J.Gillett
- Gentianella quinquefolia (L.) Small
- Gentianella ramosa (Hegetschw.) Holub
- Gentianella tenella (Rottb.) Boerner
- Gentianella tortuosa (M.E. Jones) J.M.Gillett
- Gentianella weberbaueri
- Gentianella wislizenii (Engelm.) J.M.Gillett
- Gentianella wrightii (Gray) Holub

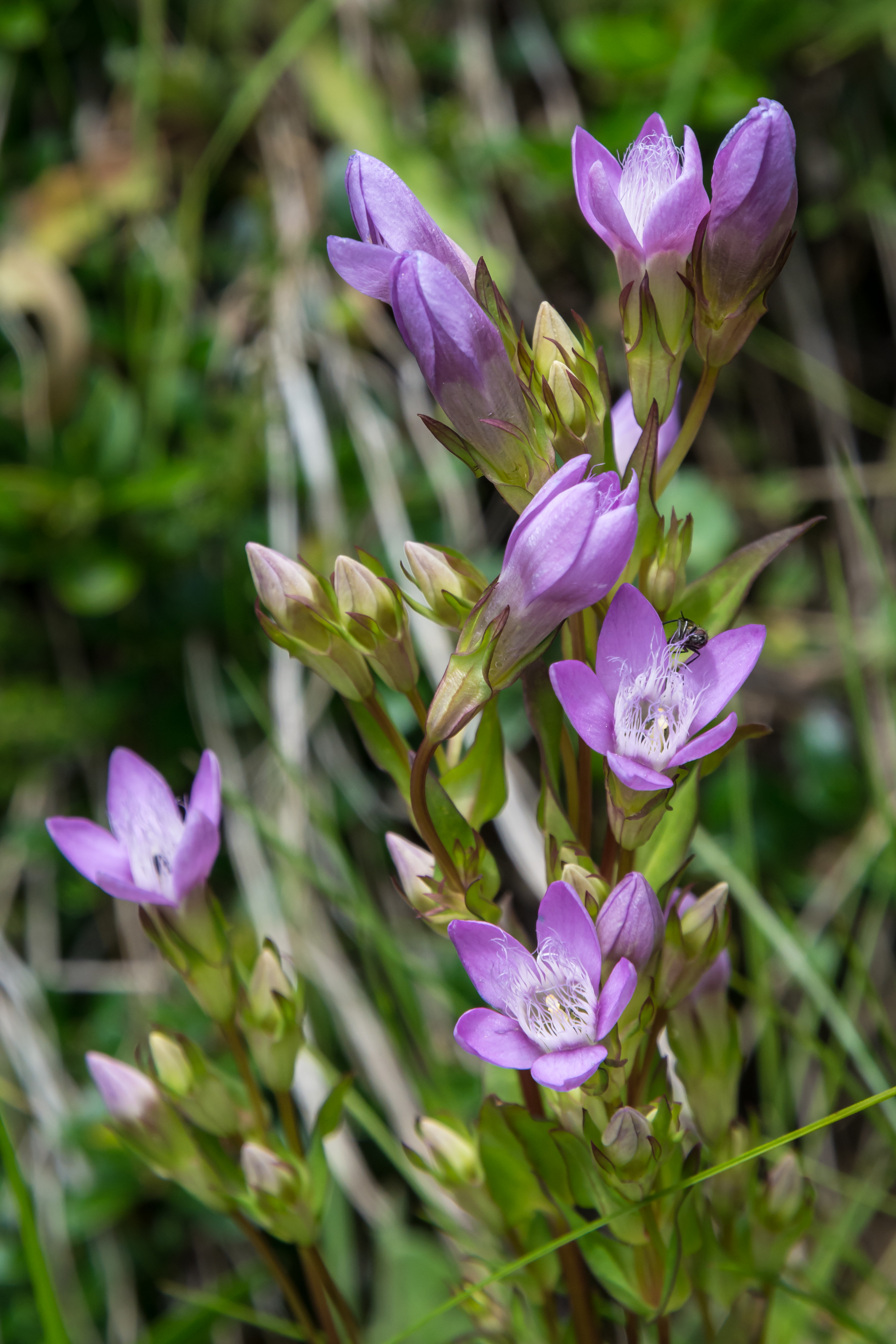
Gentianella austriaca
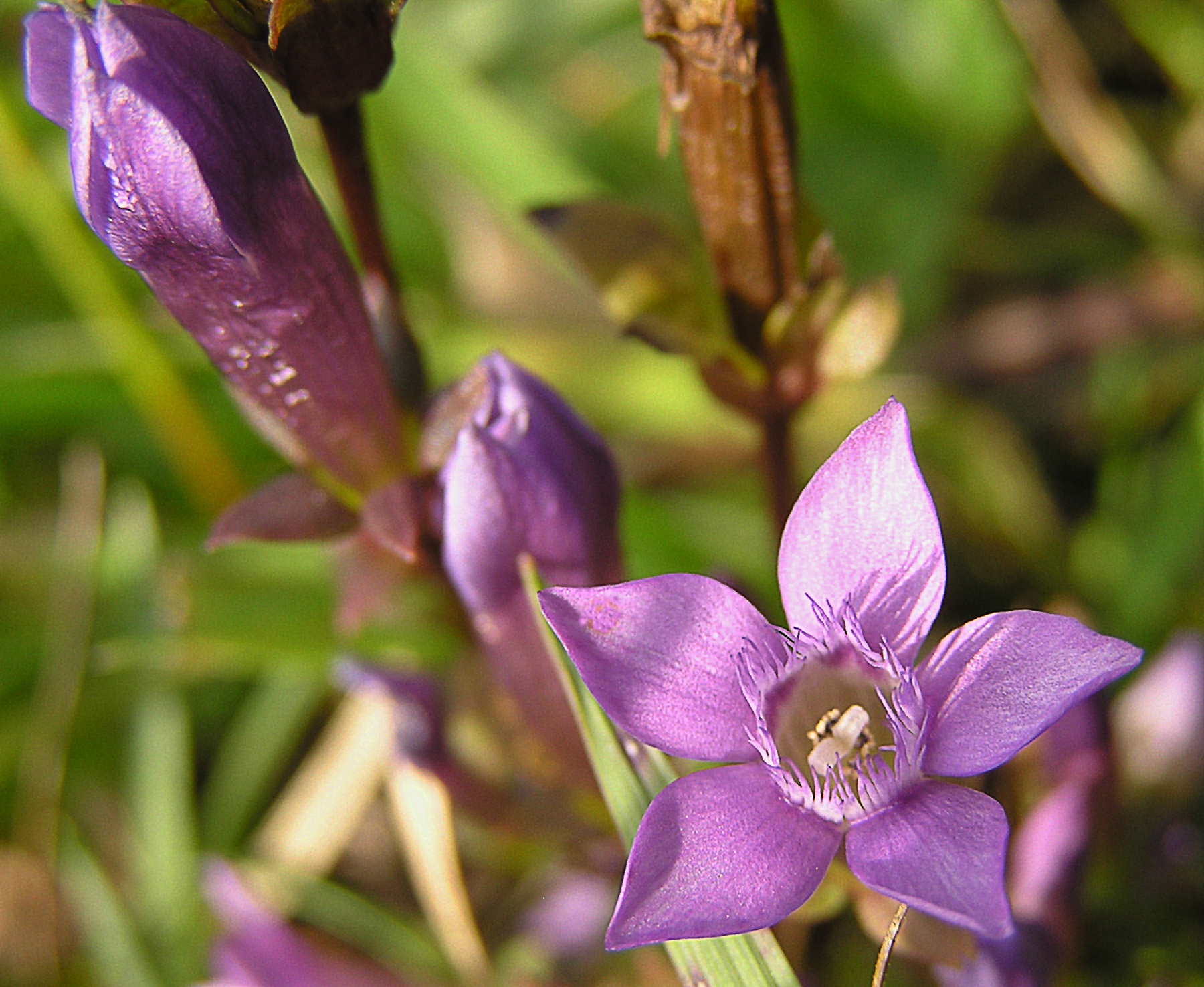
Gentianella germanica
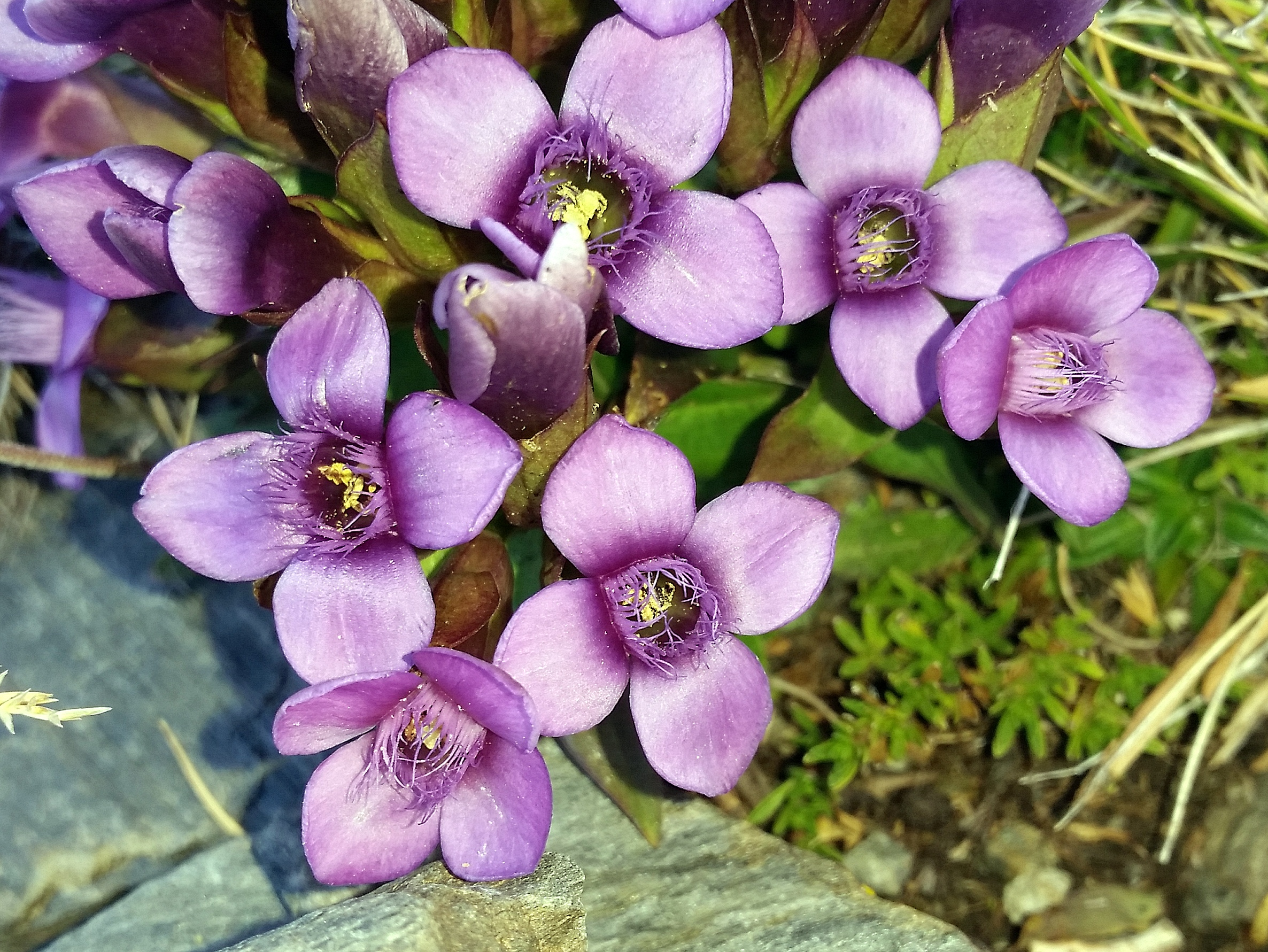
Gentianella campestris

## Espèce retirée du genre
- Pour Gentianella ciliata (L.) Borkh, voir Gentianopsis ciliata (L.) Ma